# Siljan, Norge
Siljan är en tätort som utgör centralort i Siljans kommun i Telemark fylke i södra Norge. Tätorten hade 824 invånare den 1 januari 2022.